# Plus je t'embrasse

Plus je t'embrasse (anglais : Heart of My Heart) est une adaptation française de 1954 d'une chanson américaine composée en 1926 par Ben Ryan (en), avec des paroles françaises écrites par Max François, sans rapport avec les paroles originales.

## Enregistrements
- Sœurs Étienne, 1954[1]
- Blossom Dearie, 1959[2]
- Alice Dona, 1964 [3]
- Lio, 1983[4]
- Malia (chanteuse originaire du Malawi), 2007
- Tagubu & Klimperei, 2017

- Thomas Dutronc, 2020